# عنبر دماع شرقي
العنبر الدماع الشرقي هي شجرة نفضية من جنس عنبر دماع مهدها منطقة شرق البحر الأبيض المتوسط وتوجد في أماكن نقية بشكل رئيس في السهول الفيضية في جنوب غرب تركيا وفي جزيرة رودس اليونانية.

## معرض الصور

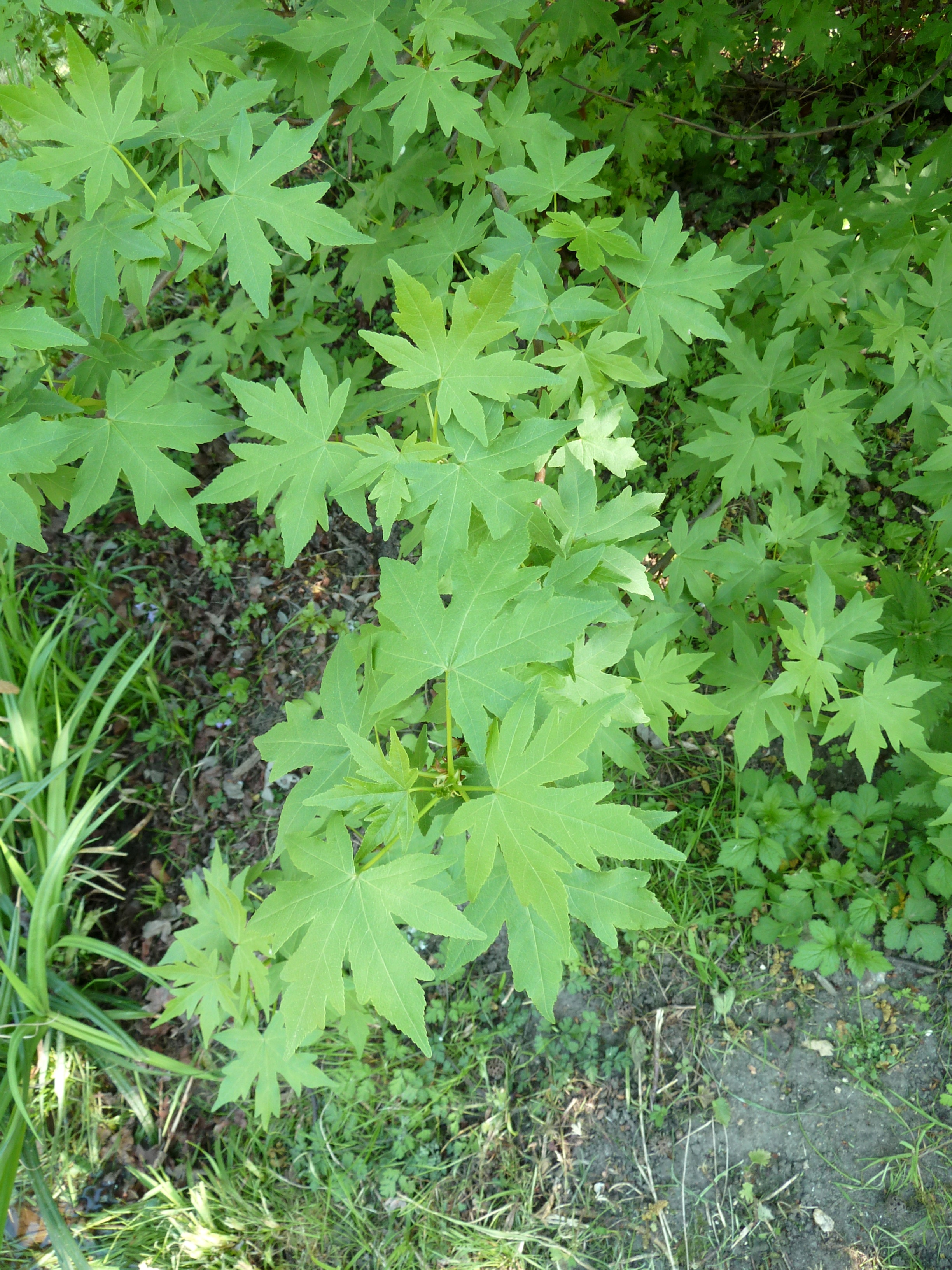
أوراق عنبر دماع مشرقي
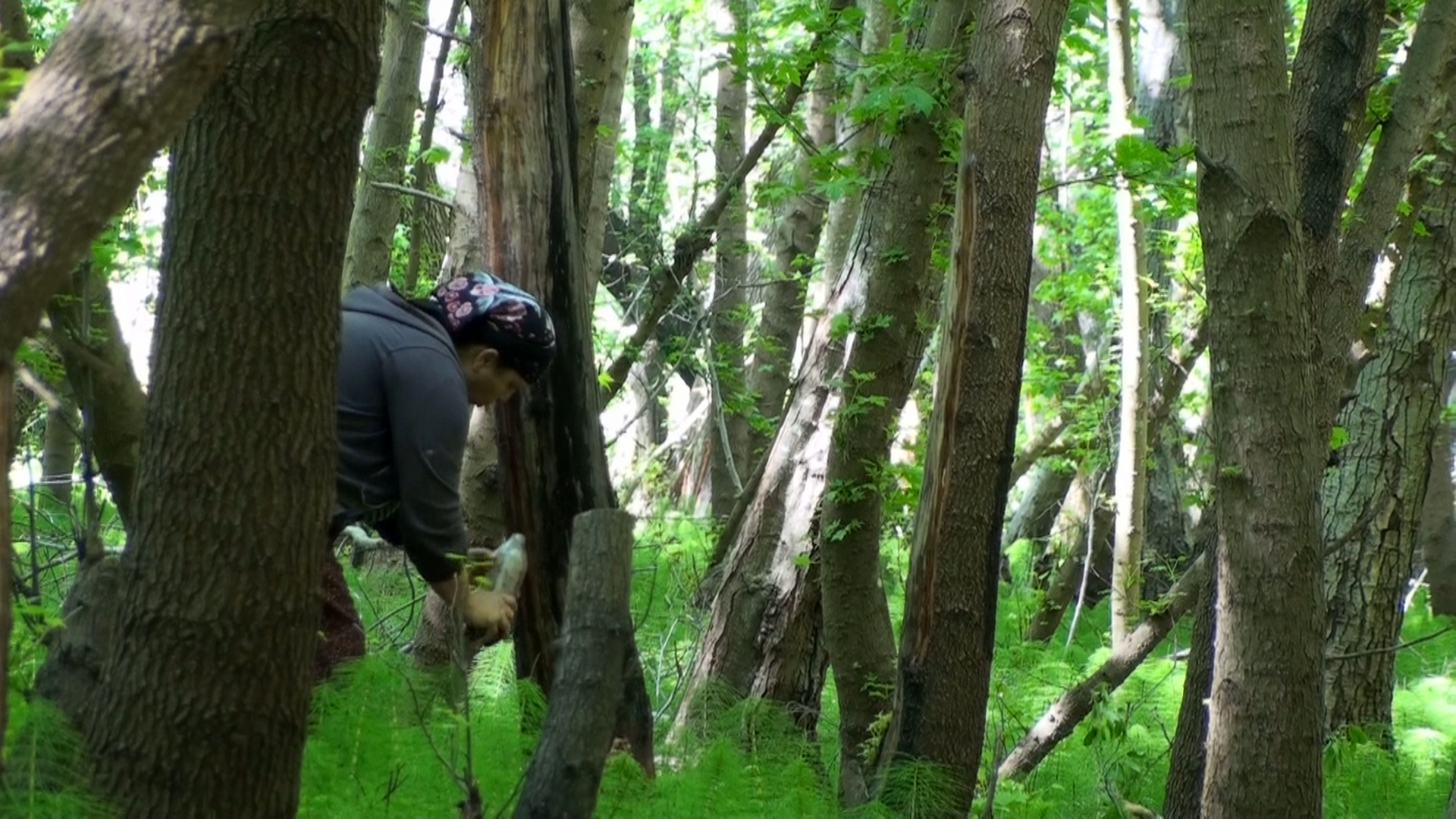
امرأة تجمع النسغ من العنبر الدماع الشرقي